# Liste des distinctions de Mika
 (mars 2012).
Si vous disposez d'ouvrages ou d'articles de référence ou si vous connaissez des sites web de qualité traitant du thème abordé ici, merci de compléter l'article en donnant les références utiles à sa vérifiabilité et en les liant à la section « Notes et références ».
Voici la liste des récompenses et nominations de Mika.

## Cérémonies

### NRJ Music Awards[réf.nécessaire]
| Année | Travail nommé          | Catégorie                      | Résultat   |
| ----- | ---------------------- | ------------------------------ | ---------- |
| 2008  | Mika                   | Revelation Internationale      | Lauréat    |
| 2008  | Relax, Take It Easy    | Chanson Internationale         | Nomination |
| 2008  | Relax, Take It Easy    | Clip                           | Nomination |
| 2008  | Life in Cartoon Motion | Album International            | Nomination |
| 2010  | Mika                   | Artiste Masculin International | Nomination |
| 2012  | Mika                   | Artiste Masculin International | Lauréat    |
| 2012  | Elle me dit            | Chanson Francophone            | Nomination |
| 2012  | Elle me dit            | Clip                           | Nomination |

### World Music Awards[réf.nécessaire]
| Année | Travail nommé | Catégorie                    | Résultat |
| ----- | ------------- | ---------------------------- | -------- |
| 2007  | Mika          | Revelation d'Artiste         | Lauréat  |
| 2007  | Mika          | Artiste Pop Rock             | Lauréat  |
| 2007  | Mika          | Meilleur Artiste Britannique | Lauréat  |

### Sound of[réf.nécessaire]
| Année | Travail nommé | Catégorie     | Résultat |
| ----- | ------------- | ------------- | -------- |
| 2007  | Mika          | Sound of 2007 | Lauréat  |

### MTV Europe Music Awards[réf.nécessaire]
| Année | Travail nommé | Catégorie                  | Résultat   |
| ----- | ------------- | -------------------------- | ---------- |
| 2007  | Mika          | Meilleur Artiste Solo      | Nomination |
| 2007  | Grace Kelly   | Meilleure Liste des titres | Nomination |
| 2009  | Mika          | Meilleur Artiste Masculin  | Nomination |

### The Record of the Year[réf.nécessaire]
| Année | Travail nommé | Catégorie          | Résultat   |
| ----- | ------------- | ------------------ | ---------- |
| 2007  | Grace Kelly   | Chanson de l'année | Nomination |

### Grammy Awards[réf.nécessaire]
| Année | Travail nommé | Catégorie                        | Résultat   |
| ----- | ------------- | -------------------------------- | ---------- |
| 2008  | Grace Kelly   | Meilleure Dance D'enregistrement | Nomination |

### BRIT Awards[réf.nécessaire]
| Année | Travail nommé          | Catégorie                        | Résultat   |
| ----- | ---------------------- | -------------------------------- | ---------- |
| 2008  | Mika                   | Meilleur Artiste Solo            | Nomination |
| 2008  | Life in Cartoon Motion | Meilleur Album                   | Nomination |
| 2008  | Grace Kelly            | Meilleur Single                  | Nomination |
| 2008  | Mika                   | Meilleure percée dans la Musique | Lauréat    |
| 2010  | Mika                   | Meilleur Artiste Solo            | Nomination |

### Q Awards[réf.nécessaire]
| Année | Travail nommé | Catégorie                        | Résultat   |
| ----- | ------------- | -------------------------------- | ---------- |
| 2007  | Mika          | Meilleure percée d'Artiste       | Nomination |
| 2007  | Mika          | Meilleure Cheveux sur un artiste | Lauréat    |

### Vodafone Live Awards
| Année | Travail nommé | Catégorie                  | Résultat |
| ----- | ------------- | -------------------------- | -------- |
| 2007  | Mika          | Meilleure Artiste Masculin | Lauréat  |

### UK Festival Award[réf.nécessaire][réf.nécessaire]
| Année | Travail nommé | Catégorie             | Résultat   |
| ----- | ------------- | --------------------- | ---------- |
| 2007  | Mika          | Meilleure Artiste Pop | Nomination |

### BT Digital Music Awards
| Année | Travail nommé | Catégorie             | Résultat   |
| ----- | ------------- | --------------------- | ---------- |
| 2007  | Mika          | Meilleure Artiste Pop | Nomination |

### Premios Principales[réf.nécessaire]
| Année | Travail nommé | Catégorie                                               | Résultat   |
| ----- | ------------- | ------------------------------------------------------- | ---------- |
| 2007  | Mika          | Meilleure Artiste Internationale qui parle pas Espagnol | Nomination |
| 2007  | Grace Kelly   | Meilleure Chanson Internationale pas Espagnol           | Nomination |

### Virgin Media Awards[réf.nécessaire]
| Année | Travail nommé | Catégorie                     | Résultat   |
| ----- | ------------- | ----------------------------- | ---------- |
| 2007  | Grace Kelly   | Meilleure Liste des titres    | Nomination |
| 2007  | Mika          | Meilleure Artiste Britannique | Nomination |
| 2007  | Mika          | Meilleure Artiste Masculin    | Nomination |

### Swiss Music Awards[réf.nécessaire]
| Année | Travail nommé | Catégorie          | Résultat   |
| ----- | ------------- | ------------------ | ---------- |
| 2008  | Mika          | Revelation Artiste | Nomination |

### ECHO Awards
| Année | Travail nommé | Catégorie                       | Résultat   |
| ----- | ------------- | ------------------------------- | ---------- |
| 2008  | Mika          | Artiste Masculin Internationale | Nomination |
| 2008  | Mika          | Revelation Artiste              | Lauréat    |

### Capital Award[réf.nécessaire]s
| Année | Travail nommé          | Catégorie                     | Résultat |
| ----- | ---------------------- | ----------------------------- | -------- |
| 2008  | Mika                   | Meilleure Artiste Britannique | Lauréat  |
| 2008  | Life in Cartoon Motion | Meilleure Album Britannique   | Lauréat  |

### Amadeus Awards[réf.nécessaire]
| Année | Travail nommé | Catégorie                       | Résultat   |
| ----- | ------------- | ------------------------------- | ---------- |
| 2008  | Grace Kelly   | Meilleure single Internationale | Nomination |

### MTV Video Music Awards Japan[réf.nécessaire]
| Année | Travail nommé | Catégorie                     | Résultat   |
| ----- | ------------- | ----------------------------- | ---------- |
| 2008  | Grace Kelly   | Meilleur Nouvel Artiste Vidéo | Nomination |

### MTV Australia Video Music Awards[réf.nécessaire]
| Année | Travail nommé | Catégorie        | Résultat   |
| ----- | ------------- | ---------------- | ---------- |
| 2008  | Grace Kelly   | Vidéo de l'Année | Nomination |

### TRL Awards[réf.nécessaire]
| Année | Travail nommé | Catégorie                   | Résultat   |
| ----- | ------------- | --------------------------- | ---------- |
| 2008  | Mika          | Artiste Masculin de l'Année | Nomination |

### Ivor Novello Awards[réf.nécessaire]
| Année | Travail nommé | Catégorie                     | Résultat   |
| ----- | ------------- | ----------------------------- | ---------- |
| 2008  | Grace Kelly   | Meilleure chanson britannique | Nomination |
| 2008  | Mika          | Auteur-compositeur de l'année | Lauréat    |

### Nickelodeon UK Kids' Choice Awards[réf.nécessaire]
| Année | Travail nommé | Catégorie                   | Résultat   |
| ----- | ------------- | --------------------------- | ---------- |
| 2008  | Mika          | Meilleure chanteur Masculin | Nomination |

### MTV Asia Awards[réf.nécessaire]
| Année | Travail nommé | Catégorie                  | Résultat   |
| ----- | ------------- | -------------------------- | ---------- |
| 2008  | Mika          | Meilleure percée d'Artiste | Nomination |

### TMF Awards[réf.nécessaire]
| Année | Travail nommé | Catégorie                            | Résultat   |
| ----- | ------------- | ------------------------------------ | ---------- |
| 2008  | Mika          | Meilleure Artiste Internationale Pop | Lauréat    |
| 2008  | Mika          | Artiste Masculin Internationale      | Nomination |

### Victoires de la musique
| Année | Travail nommé | Catégorie                       | Résultat   |
| ----- | ------------- | ------------------------------- | ---------- |
| 2012  | Elle me dit   | La chanson originale de l'année | Nomination |

### Pure Charts Awards[1]
| Année | Travail nommé                  | Catégorie                    | Résultat |
| ----- | ------------------------------ | ---------------------------- | -------- |
| 2024  | Que ta tête fleurisse toujours | Album francophone de l'année | Lauréat  |